# Willemia zhaoi
Willemia zhaoi är en urinsektsart som beskrevs av Tamura, Yin och Wanda M. Weiner 2000. Willemia zhaoi ingår i släktet Willemia och familjen Hypogastruridae. Inga underarter finns listade i Catalogue of Life.